# Duiquer de Brooke
El duiquer de Brooke (Cephalophus brookei) és una espècie de duiquer que viu a Sierra Leone, Libèria, l'oest de Costa d'Ivori i l'oest de Ghana. Anteriorment es creia que era una subespècie del duiquer d'Ogilby, però recentment se li ha restaurat l'estatus d'espècie.